# 在シドニー日本国総領事館
在シドニー日本国総領事館（英語: Consulate-General of Japan in Sydney）は、オーストラリア最大の都市シドニーに設置されている日本の総領事館である。
2018年10月1日時点で管轄区域内の在留邦人数は3万5456人となっており、これは在外公館別で第10位、オセアニアでは最大規模である。

## 沿革
- 1881年6月6日、安藤太郎香港領事が上野景範外務大輔宛の「濠洲シトニー駐在領事新任ニ関スル件」を起草する[2]
- 明治年間、イギリス帝国領ニューサウスウェールズ植民地に在シドニー日本帝国領事館が開設される
- 1901年1月1日、ニューサウスウェールズ州を含むオーストラリア大陸の英領6州が連邦を結成してオーストラリアが独立[3]
- 1901年12月27日、シドニーの帝国領事館が在シドニー日本帝国総領事館に昇格する[4]
- 1941年12月8日、大日本帝国が英領マレー（現・マレーシア西部）のマレー半島に上陸を開始すると共にアメリカ合衆国のハワイを奇襲して、米英両国に宣戦布告する[5]
- 1941年12月9日、オーストラリアが大日本帝国に宣戦布告して両国の国交が断絶[6]、在シドニー日本帝国総領事館を含む在オーストラリア帝国公館が閉鎖される
- 1945年8月15日、第二次世界大戦の敗戦により大日本帝国が崩壊[7]
- 1952年4月28日、サンフランシスコ平和条約の発効により日本国が独立、オーストラリアも同条約締結国のうちの一国[8]
- 1954年10月1日、在シドニー日本国総領事館が開設される[9]

## 所在地
Level 12, 1 O'Connell Street, Sydney NSW 2000

## 管轄地域
ニューサウスウェールズ州、ノーザンテリトリー（北部準州）及び属地を管轄。

## 著名な在勤者
- 天谷直弘 - 資源エネルギー庁長官、通商産業審議官、電通総研初代所長

## 在ダーウィン日本国名誉総領事館
在ダーウィン日本国名誉総領事館（英語: Honorary Consulate-General of Japan in Darwin）は、日本がノーザンテリトリー準州の州都かつ最大都市ダーウィンに設置している名誉総領事館である。在シドニー日本国総領事館の所轄となっている。
名誉総領事
| 代 | 氏名（日本語）                   | 氏名（英語）              | 着任           | 退任      | 備考                                                                             |
| -- | -------------------------------- | ------------------------- | -------------- | --------- | -------------------------------------------------------------------------------- |
|    | ロズリン・ビビエン・ブレイチャー | Roslynne Vivienne Bracher | 2002年4月      | 2012年4月 | 旭日中綬章受章者、Member in the General Division of the Order of Australia受章者 |
|    | ジェイムズ・パスパレー           | James Paspaley            | 2012年11月26日 | （現職）  | パスパレー社の社長                                                               |

所在地
Charles Darwin Centre, Level 20, 19 Smith Street, Darwin, NT 0801